# Regions de les Illes Fèroe
Les sis regions de les Illes Fèroe (en feroès sýsla [pl. Sýslur], amb el significat de districte, comtat) són les subdivisions geogràfiques i administratives tradicionals de l'arxipèlag que van sorgir durant l'època vikinga. Cada sýsla estava tradicionalment governat per un sýslumaður (governador, xèrif) i un várting.

## Història
Abans de 1957, les regions també constituïen els districtes electorals del país abans de canviar els límits de la circumscripció per garantir una distribució més justa dels escons en relació amb la població, dividint Streymoy en dos districtes electorals: Norðurstreymoy i Suðurstreymoy. El 2008, les circumscripcions van ser completament abolides i tota les Illes Fèroe es van convertir en una sola circumscripció.
El fet que més del 85% de la població de l'arxipèlag avui en dia estigui connectada geogràficament per túnels i ponts ha accelerat diversos canvis administratius. Abans, la policia de les Illes Fèroe tenia un sýslumaður (governador, xèrif) a cada regió, però avui s'ha reduit el seu nombre a quatreː Vágar, Streymoy i Sandoy s'han fusionat i només tenen un sýslumaður, mentre que els sýslumaður de Suðuroy, Eysturoy i Norðoyar encara tenen un sýslumaður cadascuna. La Policia de les Illes Fèroe és una secció de la policia danesa.

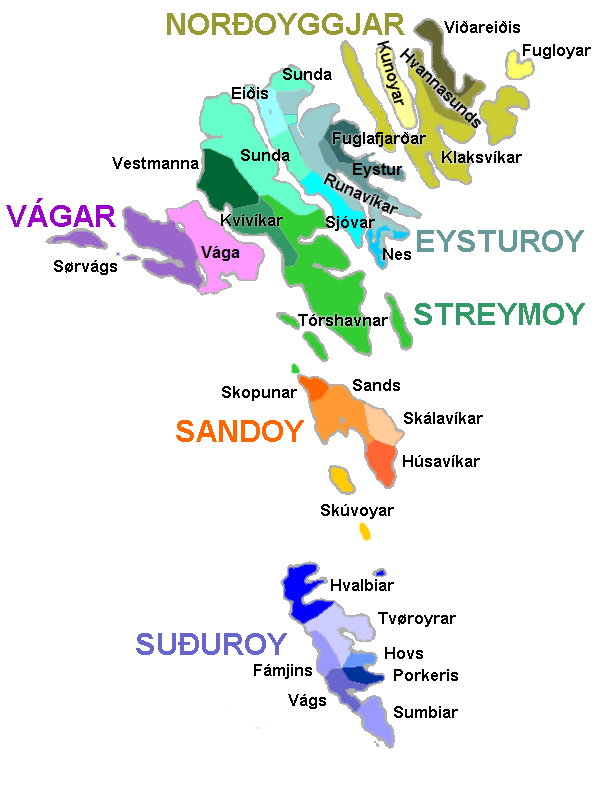
Regions i municipis de les Illes Fèroe.

La divisió en regions ja no s'utilitza per a l'administració de les Illes Fèroe. Tanmateix, encara s’utilitza per a altres finalitats com per a exemple l'estadística o en el registre de naixements defuncions o matrimonis en el registre eclesiàstic. També s'utilitzen les regions en la caça tradicional de balenes, on el sýslumaður decideix si es pot matar o no un grup i en dona permís als participants.

## Les regions
- Eysturoyar sýsla - Regió d'Eysturoy (OS), Eysturoy.
- Norðoya sýsla - Regió de Norðoyar ("Illes del Nord") (KG), Borðoy, Fugloy, Kalsoy, Kunoy, Svínoy, Viðoy.
- Sandoyar sýsla - Regió de Sandoy (SA), Sandoy, Skúvoy, Stóra Dímun.
- Streymoyar sýsla - Regió de Streymoy
  - Norðurstreymoy - (VN), Streymoy.
  - Suðurstreymoy - (TN), Hestur, Koltur, Nólsoy.
- Suðuroyar sýsla - Regió de Suðuroy (TG), Lítla Dímun, Suðuroy.
- Vága sýsla - Regió de Vágar (VA), Mykines, Vágar.